# SUPER JUNIOR-D&E WORLD TOUR : ECLIPSE
《SUPER JUNIOR-D&E WORLD TOUR : ECLIPSE》는 슈퍼주니어의 유닛 슈퍼주니어-D&E의 세 번째 아시아 투어이다.

## 개요
2024년 7월 31일, 소속사 오드 엔터테인먼트는 미니앨범 6집 〈INEVITABLE〉 발표에 앞서 SNS를 통해 슈퍼주니어-D&E의 두번째 월드 투어의 국내외 일정을 공개하였고, 5일 뒤인 8월 5일, 공식 포스터와 상세 예매 일정이 공개되었다. 예매는 9일 뒤인 8월 14일과 16일 YES24를 통해 팬클럽 선행 예매와 일반 예매가 연이어 개시되었다.
슈퍼주니어-D&E는 2019년 〈SUPER JUNIOR D&E CONCERT "THE D&E"〉 이후 5년 여만에 개최된 총 13회에 걸친 아시아 투어를 통해 약 8만여명의 누적 관객을 기록하였다.

## 투어 일정
| 일정             | 도시         | 국가       | 장소                                 | 관객 동원     |
| ---------------- | ------------ | ---------- | ------------------------------------ | ------------- |
| 2024년 9월 28일  | 서울         | 대한민국   | SK올림픽핸드볼경기장                 | 통산 10,000명 |
| 2024년 9월 29일  | 서울         | 대한민국   | SK올림픽핸드볼경기장                 | 통산 10,000명 |
| 2024년 11월 9일  | 타이베이     | 대만       | NTSU 아레나                          | 통산 30,000명 |
| 2024년 11월 10일 | 타이베이     | 대만       | NTSU 아레나                          | 통산 30,000명 |
| 2024년 12월 7일  | 홍콩         | 홍콩       | AXA X 원더랜드                       | 통산 8,000명  |
| 2024년 12월 8일  | 홍콩         | 홍콩       | AXA X 원더랜드                       | 통산 8,000명  |
| 2024년 12월 14일 | 방콕         | 태국       | UOB 라이브                           | 4,000명       |
| 2024년 12월 28일 | 호치민       | 베트남     | 밀리터리 존 7 인도어 스포츠 컴플렉스 | 8,000명       |
| 2025년 1월 4일   | 쿠알라룸푸르 | 말레이시아 | 메가스타 아레나                      | 3,000명       |
| 2025년 1월 18일  | 마카오       | 마카오     | 스튜디오 시티 이벤트 센터            | 통산 12,000명 |
| 2025년 1월 19일  | 마카오       | 마카오     | 스튜디오 시티 이벤트 센터            | 통산 12,000명 |
| 2025년 1월 25일  | 가오슝       | 대만       | 가오슝 아레나                        | 통산 20,000명 |
| 2025년 1월 26일  | 가오슝       | 대만       | 가오슝 아레나                        | 통산 20,000명 |

## 세트 리스트
- Opening VCR -
- Rock Your Body
- Twisted
- B.A.D + 땡겨 (Danger)_SS9 Ver.

- Ment -
- Hang Over
- Eau De Perfume
- 그럴듯한 가설 (Plausible Theory)
- be (은혁 Solo)
- California Love (동해 Solo)

- Ment -
- Change (變花)
- Only You

- VCR #2 -
- 너의 이름은 (What Is Your Name?)28일 신동 합류
- 떴다 오빠 (Oppa, Oppa)
- 촉이 와 (Can You Feel It?)
- 도망쳐 (Run Away)

- Ment -
- I Try홍콩 ~ 가오슝
- ROSE
- 너는 나만큼 (Growing Pains)
- 비처럼 가지 마요 (One More Chance) (동해 Solo)
- I Think I (은혁 Solo)

- Ment -
- 지지배 (GGB)
- New Balance

- Go High Music Video -
- Go High

- Encore VCR -
- 머리부터 발끝까지 ('Bout You)
- Need U

- Ment -
- Share My Love

## 게스트
| 일정            | 게스트 |
| --------------- | ------ |
| 2024년 9월 28일 | 신동   |

## 제작
- 슈퍼주니어-D&E (은혁, 동해)
- 주최 : 오드 엔터테인먼트
- 주관 : ON THE MOON, ㈜고엔터테인먼트